# Trogonini
Trogonini – plemię ptaków z podrodziny trogonów właściwych (Trogoninae) w obrębie rodziny trogonów (Trogonidae).

## Zasięg występowania
Plemię obejmuje gatunki występujące w Ameryce.

## Podział systematyczny
Do plemienia należą następujące rodzaje:
- Pharomachrus de la Llave, 1832
- Euptilotis Gould, 1858 – jedynym przedstawicielem jest Euptilotis neoxenus (Gould, 1838) – kwezal ciemny
- Priotelus G.R. Gray, 1840
- Trogon Brisson, 1760